# Jef Eygel
Josef Fidela « Jef » Eygel, né le 5 mars 1933, à Anvers (Belgique) et décédé le 3 avril 2005 dans la même ville, était un joueur international belge de basket-ball.

## Palmarès
- Champion de Belgique en 1956, 1959, 1960, 1961, 1962, 1963 et 1964 avec le RC Malines[2].
- Meilleur joueur de l'année en 1959, 1961, 1964 et 1964[2].
- Médaillé d'or du mérite sportif en 1954[2].